# Rottnest
Rottnest – wyspa położona 19 km na zachód od wybrzeży Australii Zachodniej, w pobliżu miasta Fremantle. Wyspa ma 11 km długości, a jej największa szerokość to 4,5 km. Powierzchnia lądowa wynosi 19 km². Jest w całości rezerwatem przyrodniczym, zaliczonym do klasy A według australijskiej klasyfikacji, ale jednocześnie miejscem turystycznym.
Wyspa jest zarządzana przez Rottnest Island Authority, ciało podległe rządowi Australii Zachodniej i stworzone jedynie do tego celu. Zarząd ten gromadzi wpływy poprzez pobieranie opłat przy zejściu na wyspę (landing fee – opłata za wylądowanie) od wszystkich turystów. Miejscowe prawo nie zezwala na posiadanie ziemi przez osoby prywatne.
Mieszkańcy Australii Zachodniej nazywają tę wyspę Rotto.

## Historia
Wyspa Rottnest była zamieszkiwana przez Aborygenów już 30 000 lat temu, dopóki podnoszący się poziom oceanów nie oddzielił jej od kontynentu, co miało miejsce przed siedmioma tysiącami lat. Wyspa występuje w wierzeniach plemienia Nyoongar pod nazwą Wadjemup.
Pierwsi Europejczycy dotarli na Rottnest w XVII w. i nie zastali na niej Aborygenów, natomiast plemiona zasiedlające najbliższe okolice na kontynencie nie posiadały łodzi (w przeciwieństwie do plemion ze wschodniego wybrzeża Australii). Wynika stąd, że wyspa nie była zamieszkana przez kilka tysiącleci.
Wyspa była obserwowana przez różnych żeglarzy holenderskich od 1610 r., w tym Fredericka de Houtmana w 1619 r., oraz 3 statki: Waekende Boey, Elburg oraz Emeloort w 1658 r. Nazwę Rottnest nadał wyspie kapitan floty holenderskiej Willem de Vlamingh 29 grudnia 1696. De Vlamingh wierzył, że występujący tu torbacz, zwany kuoka, jest dużym szczurem. Nazwa wyspy oznacza zatem "szczurze gniazdo".
Kolejnymi odkrywcami, którzy zatrzymywali się na Rottnest, byli Francuzi z ekspedycji Nicholasa Baudina w latach 1801 i 1803, Phillip Parker King w 1822 r., oraz kapitan James Stirling w 1827 r. Zazwyczaj raportowali, iż wyspę porastają gęste lasy (w przeciwieństwie do stanu obecnego).
Odkąd ustanowiono brytyjską kolonię w Perth, na wyspę zaczęto wysyłać aborygeńskich więźniów (od sierpnia 1838). W lipcu 1839 sekretarz kolonii odnotował, że w celu spacyfikowania miejscowych plemion Rottnest stała się miejscem zsyłki dla Aborygenów. Ustalono, że na wyspie znajduje się co najmniej 369 grobów Aborygenów. Przez wyspę przewinęło się ok. 3700 aborygeńskich więźniów ze wszystkich części Australii.
Wyspa zaczęła być odwiedzana w celach turystycznych od początków XX w., z wyjątkiem okresu II wojny światowej, gdy uczyniono z niej teren zmilitaryzowany. Pochodzące z tego okresu działa, instalacje maskujące i inne ślady pobytu wojska nadal można spotkać w wielu miejscach wyspy.
Jednym z mniej znanych, nawet dla mieszkańców Australii Zachodniej, aspektów historii Rottnest jest jej rola w charakterze ośrodka internowania w czasie obydwu wojen światowych. Podczas I wojny światowej osadzano tu głównie Niemców i Austriaków, lecz pod koniec wojny obóz zamknięto z powodu panujących w nim przerażających warunków bytowych. Podczas II wojny światowej przetrzymywano tu jedynie internowanych Włochów. Również i ten obóz mniej więcej w połowie wojny został zamknięty, a osadzonych przeniesiono do innych ośrodków, niekiedy bardzo odległych, nawet w Nowej Południowej Walii. Wielu z byłych internowanych stało się później obywatelami Australii.
Innym aspektem związanym z II wojną światową była budowa na wyspie umocnień dla dużych dział, strzegących wejścia do portu Fremantle, oraz budowa linii kolejowej łączącą koszary i skład amunicji na wschodnim krańcu wyspy ze stanowiskami dział.
Po zakończeniu II wojny światowej działa i budynki wojskowe zostały zdemontowane lub opuszczone, a linię kolejową rozebrano. W latach 90. XX w. zdecydowano się zrekonstruować działa i linię kolejową jako atrakcje turystyczne. Jednakże część z dawnych instalacji militarnych i budynków pozostałych po pobycie na wyspie wojska stwarza obecnie problem z powodu występowania w nich elementów z azbestu.

## Opis wyspy

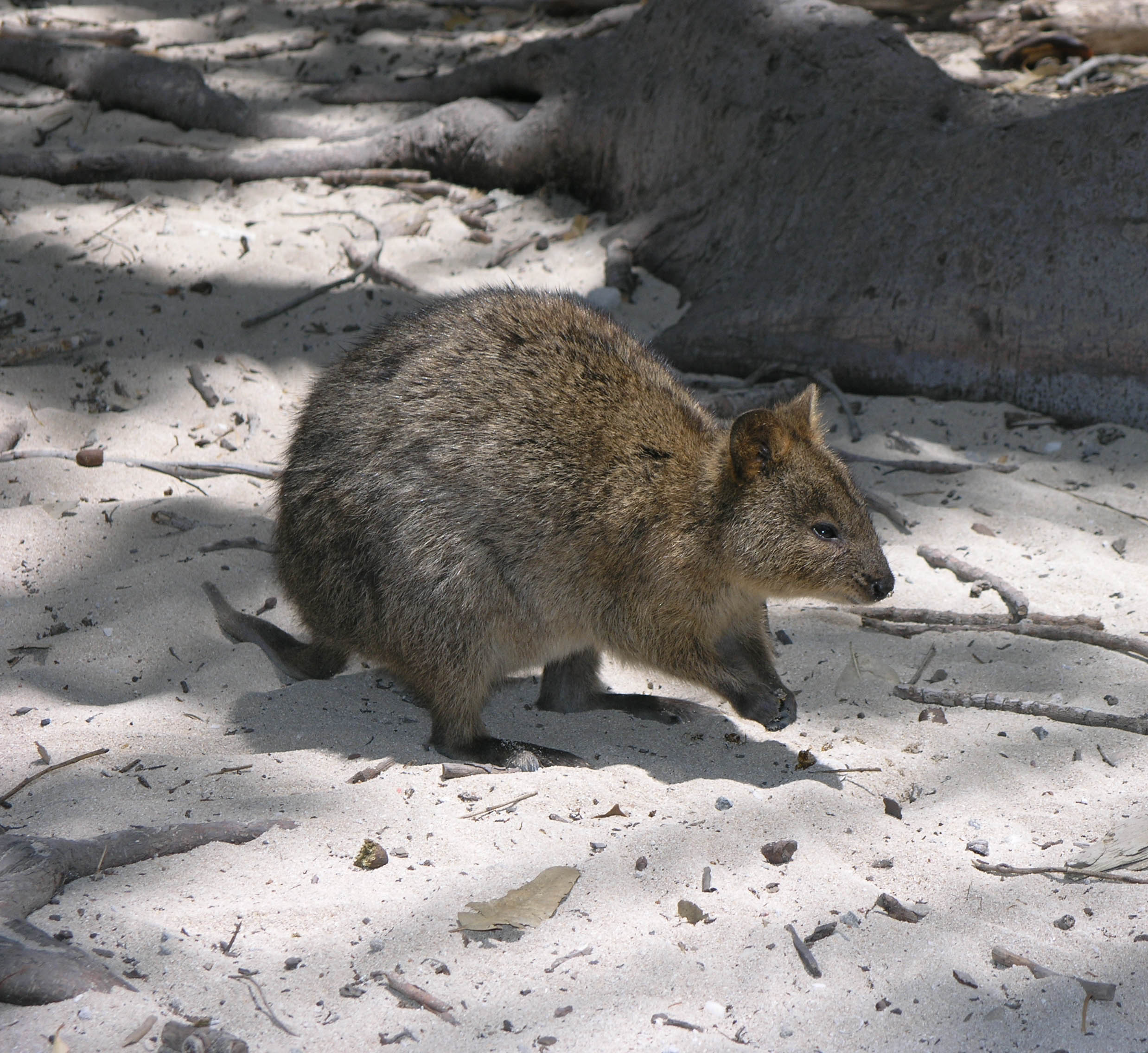
Kuoka na wyspie Rottnest

Będąc dobrze zarządzanym rezerwatem przyrody, Rottnest jest także chętnie odwiedzana przez wędkarzy, surferów oraz amatorów nurkowania – wyspę otaczają rafy koralowe (najbardziej znane leżą po zachodniej stronie wyspy, w zatokach Strickland, Salmon i Stark), a wody kryją liczne wraki okrętów. Na szlaku dla nurków przy Parker Point można znaleźć wiele osobliwości środowiska morskiego otaczającego wyspę.
Wyspa jest najdalej na południe położonym fragmentem brzegu morskiego Australii, na którym występują jeszcze rafy koralowe. Rottnest jest jednym z kilku tylko miejsc na świecie, gdzie występuje kuoka. Populacja tych zwierząt wzrasta od czasu, gdy wyeliminowano ich naturalnych wrogów – zdziczałe koty, lisy i inne drapieżne gatunki.
Na wyspie znajdują się historyczne budynki i przyjemne plaże. Na Rottnest obowiązuje zakaz poruszania się samochodami, za to sieć szlaków rowerowych jest bardzo rozbudowana, gdyż głównym środkiem transportu jest rower. Główna osada na wyspie położona jest w zatoce Thompson, naprzeciwko miasta Fremantle. Inne osady leżą przy zatoce Geordie oraz Longreach.
Rottnest Island ma zaledwie kilku stałych mieszkańców. To pracownicy rezerwatu i ich rodziny. Większość osób pracujących na wyspie mieszka na kontynencie.

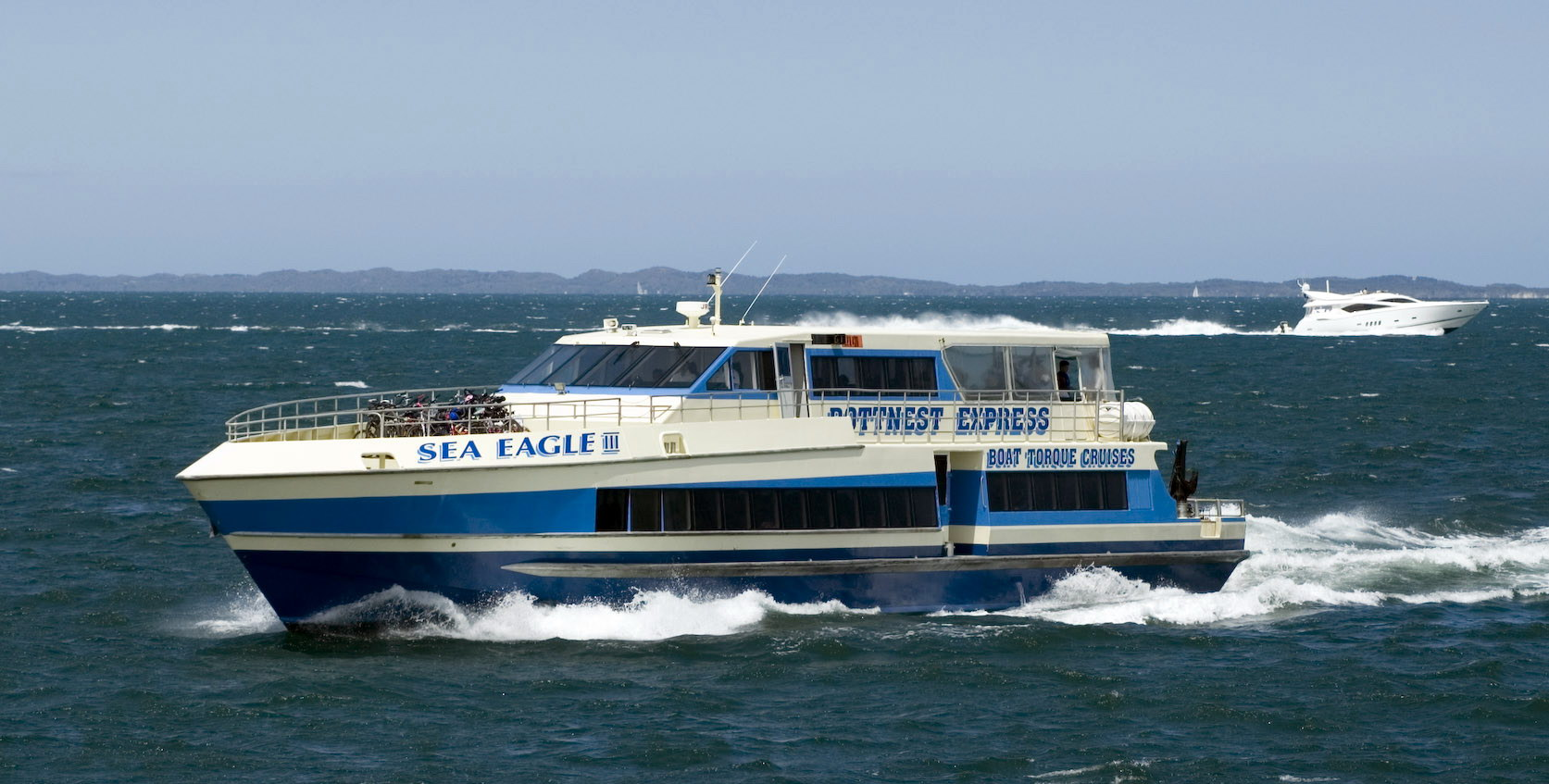
Prom 'Sea Eagle III' wraca na Rottnest z Fremantle

## Środowisko naturalne
Ponieważ wyspa jest oddzielona od kontynentu i nie posiada własnych źródeł wody pitnej na powierzchni, to zawsze pozyskiwanie  energii i wody oraz utylizacja śmieci były tu trudne i kosztowne. W 1996 r. na Rottnest wprowadzono pierwszy w całej Australii Zachodniej program powszechnego recyklingu. W roku 2000 Rottnest wygrała konkurs "3R" (reduce, recycle and reuse – zmniejszyć (ilość odpadów), przetworzyć i użyć ponownie).
Główne źródło wody stanowi deszczówka, zbierana przez specjalne instalacje z dużej powierzchni. W latach 70. XX w. rozpoczęto stosowanie studni głębinowych. W związku z dalszym wzrostem ruchu turystycznego, a także spadkiem ilości opadów, począwszy od 1995 r. podjęto także odsalanie wód gruntowych metodą odwróconej osmozy – wydajność takich instalacji na wyspie to 500 000 litrów wody pitnej na dobę.
Z powodu wzrostu zapotrzebowania na energię elektryczną, a także wzrostu ceny ropy naftowej, począwszy od 1979 r. sukcesywnie zwiększa się inwestycje w pozyskiwanie energii wiatru. W latach 80. XX w. wybudowano 2 turbiny, jednakże wysokie koszty ich konserwacji i obsługi sprawiły, że głównym źródłem energii elektrycznej pozostają agregaty dieslowskie. W 2004 r. oddano do użytku nową turbinę wiatrową o mocy 600 kW, lecz do czasu przystosowania przyłącza do odbioru większej mocy rozwija ona moc jedynie 100kW. Wykorzystanie pełnej mocy pokryłoby 37% zapotrzebowania wyspy na energię elektryczną, oszczędzając 400 000 litrów ropy rocznie i redukując emisję gazów cieplarnianych o ponad 1100 ton.

## Turystyka i wypoczynek
Wyspę odwiedza 500 000 turystów rocznie, z czego 70% tylko na jeden dzień. Większość z nich przybywa latem, szczytem sezonu jest tu styczeń. Wyspa dysponuje bazą 2850 miejsc noclegowych, a bez noclegu jest w stanie przyjąć 5000 odwiedzających w ciągu doby.
Wyspa stała się od 60. lat XX wieku popularnym wśród mieszkańców Perth miejscem spędzania wakacji, a także świętowania przez absolwentów ukończenie poszczególnych etapów edukacji. Z tego też powodu pobyt na wyspie na okres początku wakacji trzeba rezerwować ze znacznym wyprzedzeniem. Zarząd Rottnest wydzielił specjalny rejon wyspy, w którym jego zdaniem absolwenci mogliby świętować nie naruszając wypoczynku innym turystom, zwłaszcza przybywającym tu na weekendy.
Bardzo popularne na Rottnest jest nurkowanie. Morze wokół wyspy to teren raf wapiennych, zamieszkiwany przez rozmaite gatunki ryb, co czyni go atrakcyjnym miejscem dla nurków. Popularne są połowy langust, zwłaszcza w miesiącach letnich. Sezon zaczyna się co roku 15 listopada i trwa do 30 czerwca. Langusty i kraby można łowić używając specjalnych przyrządów i pułapek, albo ręcznie, co stanowi dla nurków wyzwanie. Nielegalne jest jednak używanie przyrządów mogących kaleczyć langusty. Są też limity połowów, maksimum to 8 sztuk na osobę i 16 na jedną łódź.
Wiele lokali gastronomicznych przenosi się z kontynentu na Rottnest w czasie sezonu połowu langust. W roku 2005 sezon otwarto imprezą sponsorowaną przez jeden z australijskich browarów. Wyznaczono nagrody dla najlepszej załogi łodzi oraz za złowienie największej langusty. Nieoficjalnie święto takie obchodzono już wcześniej, od roku 2000.
Na wyspie znajdują się hotele Rottnest Lodge oraz Quokka Arms. Można się na nią dostać promami kursującymi regularnie z Fremantle, Perth oraz Hillarys. Niewielkie lądowisko dla małych samolotów położone jest przy głównej osadzie wyspy.

## Sport
Co roku odbywają się tutaj zawody pływackie na długim dystansie, zawodnicy pokonują trasę między Cottesloe a wyspą Rottnest.